# Zamłynie (Nieledew)
Zamłynie – część wsi Nieledew w Polsce, położona w województwie lubelskim, w powiecie hrubieszowskim, w gminie Trzeszczany.
W latach 1975–1998 Zamłynie administracyjnie należało do województwa zamojskiego.